# Descalcificador

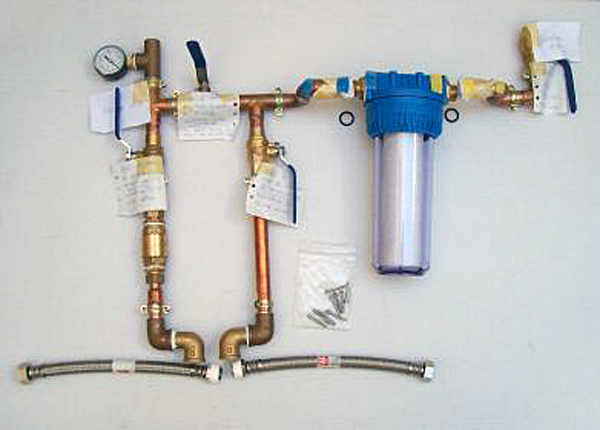
Descalcificador.

El descalcificador és un aparell que per mitjans mecànics, químics i/o electrònics tracten l'aigua per a evitar, minimitzar o reduir, els continguts de sals minerals i les seves incrustacions a les canonades i dipòsits d'aigua potable.
Les aigües dures, amb alts continguts de sals de calci o magnesi tendeixen a formar incrustacions minerals a les parets de les canonades. En alguns casos bloquegen quasi la totalitat de la secció del tub.
Les sals s'adhereixen amb més freqüència a les canonades d'aigua calenta així com a les superfícies de les màquines que treballen o produeixen aigua calenta. Un exemple d'això en són les cafeteres i els escalfadors d'aigua. El calci i magnesi forma a l'adherir-se a les resistències escalfadores una capa que evita el contacte de l'aigua amb les resistències, causant un escalfament i el trencament de la resistència.
Les aigües dures redueixen la seva capacitat de crear escuma quan entren en contacte amb el sabó, obligant a augmentar el temps d'ús. Els detergents també es veuen afectats, forçant a utilitzar una major concentració del producte per a complir amb la seva missió de neteja.
La corrosió galvànica empitjora en presència dels ions d'aquests metalls. Les parets d'un escalfador es corroeixen amb major velocitat obligant a canviar els ànodes de sacrifici amb major freqüència.

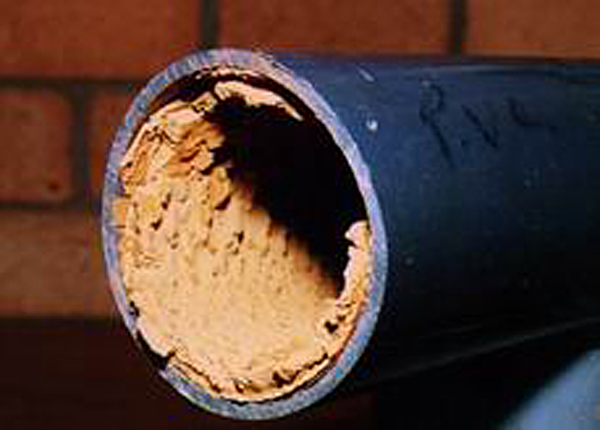
Incrustacions minerals en una canonada de PVC.

La duresa a l'aigua (els ions de calç que hi ha a l'aigua) es mesuren en graus francesos, ºHf., així doncs, s'entén que es tracta d'aigua suau quan parlem de 0ªHf a 12ªHf, i a partir dels 18ª Hf. S'entén que l'aigua és dura (amb molta calç).

## Tipus de descalcificadors

### Catalítics
Els equips catalítics són molt vells. Les marques Scaletron, Housetron i Colloid-a-Tron s'han difós ràpidament per Amèrica, principalment per ser de molt fàcil instal·lació, 100% ecològics i sense manteniment posterior. El secret del seu efecte resideix en l'aliatge especial de metalls utilitzat en els dispositius i en la turbulència i els canvis de pressió causat pel disseny especial de l'equip. Aquests dispositius actuen com a catalitzador aprofitant l'augment del pH generat per l'aliatge per a induir la precipitació del carbonat de calci en el si de l'aigua en forma de cristalls estables d'aragonita de mida molt petita (menor a 0,5 um). D'aquesta manera, els col·loides formats no tenen possibilitat de dipositar-se i formar incrustacions ni d'aglutinar-se entre ells pel que són arrossegats pel flux d'aigua passant inofensivament per equips i canonades. A més, tenen un efecte secundari, al desincrustar els dipòsits de tosca ja formats.

### Mecànics
Els equips d'osmosi inversa funcionen fent passar l'aigua a través d'una membrana semipermeable a l'aplicar altes pressions. L'aigua pura travessa la membrana deixant enrere totes les partícules minerals i impureses. La pressió està determinada per la classe de membrana que s'estigui utilitzant.
Aquests equips són dissenyats per a purificar l'aigua de beguda. La constant neteja de les membranes i la baixa capacitat de producció d'aigua els fa poc pràctics per al consum total d'un habitatge. Encara que existeixen versions industrials per a treballar amb grans cabals.

### Químics
L'aigua es fa circular per un filtre carregat amb zeolita (un compost químic de sals de sodi o potassi) o resines catiòniques de bescanvi. Els ions de calci i magnesi són substituïts per ions de sodi. El sodi o potassi alliberat no s'adhereix a les parets de les canonades ni reacciona amb el sabó, amb la qual cosa se solucionen ambdós problemes.
Després d'un temps el sodi és substituït completament per calci o magnesi i deixa de suavitzar l'aigua. En aquest moment és necessari substituir el cartutx o les pastilles de zeolita per unes de noves. Existeixen equips que permeten fer una regeneració química de la zeolita.

### Elèctrics

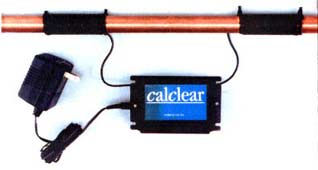
Descalcificador d'ús domèstic instal·lat en una canonada de coure.

Des de fa uns anys, existeixen en el mercat uns aparells electrònics que asseguren tractar l'aigua per a evitar les formacions de calci en les canonades.
L'efecte es genera creant un fort camp magnètic que travessa la canonada per on circula l'aigua que volem tractar. Els pulsos d'aquest camp magnètic afecten els cristalls de calci modificant la seva estructura molecular perquè es mantinguin en suspensió i no es fixin a les parets de les canonades. L'efecte de l'aigua tractada pot prolongar-se durant uns 7 dies.
Perquè aquests aparells funcionin adequadament han de ser ajustats depenent del diàmetre de la canonada, velocitat, composició química i temperatura de l'aigua. En instal·lacions comercials i industrials aquests paràmetres són meticulosament mesurats i controlats, cosa que no podem fer en un habitatge. Perquè funcionin adequadament en un habitatge els suavitzadors electrònics canvien l'amplitud, forma i freqüència del camp magnètic de manera aleatòria buscant cobrir totes les possibles variables. Com a resultat no funcionen en el 35% dels casos.
La Water Quality Association conclogué el 2001 que s'han de crear estàndards per al disseny d'aquest tipus d'aparells.

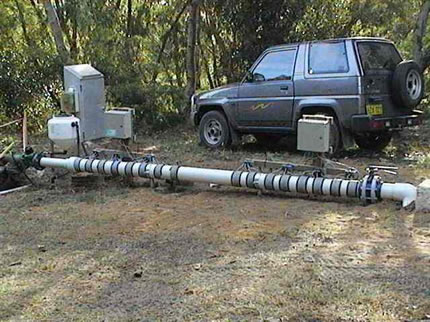
Descalcificador per a canonades de 20cm de diàmetre.